# Joanna Krupa
Joanna Krupa (Varsavia, 23 aprile 1979) è una modella e attrice polacca naturalizzata statunitense.

## Biografia
A cinque anni, lei e la sua famiglia si sono trasferiti nell'Illinois. Ha una sorella più piccola, Marta Krupa, anch'essa modella. È di religione cattolica.